# Pas de civet pour Renard
 (mars 2020).
Pas de civet pour Renard (Rabbit Stew and Rabbits Too!) est un dessin animé de la série Looney Tunes réalisé par Robert McKimson et sorti en 1969. il met en scène Lapin rapide et Renard féroce.